# Port et Starboard
Port et Starboard (de l'anglais : Bâbord et Tribord) sont deux orques mâles adultes célèbres pour s'attaquer aux grands requins blancs au large des côtes de l'Afrique du Sud. Le duo est identifié grâce à leurs nageoires dorsales courbées bien distinctes et rares. Ils sont nommés d'après les termes nautiques, bâbord (gauche) et tribord (droite), comme l'aileron de Port est courbé à gauche et celui de Starboard est courbé  à droite. Port et Starboard, probablement frères, font partie d'un écotype distinctif « à dents plates » présent autour de l'Afrique du Sud,.

## Historique
Port et Starboard sont signalés pour la première fois près de Lüderitz en 2009 et sont souvent aperçus au large des côtes de Gansbaai, Port Elizabeth, Le Cap, et plus particulièrement dans la False Bay. Avant 2015, les scientifiques considèrent que les orques entrant dans la région de False Bay ne se nourrissent que de mammifères marins, mais des rapports sur le duo chassant le requin cuivre et le poisson-lune ont rapidement commencé à être publiés. Cependant, les proies les plus notables du duo sont les grands requins blancs. Des requins ont commencé à s'échouer en 2015 avec, pour seule blessure, leurs foies manquants. L'examen des carcasses révèle que les orques ouvrent les requins entre leurs nageoires pectorales afin de manger le foie riche en graisse et induisent probablement une thanatose pour accomplir cela en toute sécurité.
Avant 2015, False Bay est tristement célèbre pour ses centaines de grands blancs, mais en 2020, les observations ont été réduites à presque zéro. Au moins sept grands blancs soupçonnés d'avoir été tués par le duo sont retrouvés en 2017, dont une femelle célèbre mesurant 16 pieds (4,88 m) nommée Khaleesi (d'après le personnage fictif ) qui est découverte échouée sur le rivage et dont le foie a été prélevé.
En août 2019, cinq grands blancs morts sont retrouvés sans leur foie, et il est supposé que Port et Starboard sont les coupables. De plus, des requins cuivres et des requins plat-nez morts sont découverts, tués de la même manière. C'est la première fois que des orques sont documentées en utilisant cette technique d'alimentation de précision dans cette région.
Starboard est filmé pour la première fois en train de tuer un grand blanc en mai 2022 autour de Mossel Bay, aux côtés de quatre autres orques - c'est la première fois que cette prédation est filmée. Après l'attaque, les requins blancs de la région ont fui pendant au moins sept semaines. La présence d'autres orques est remarquée et laisse à penser que le duo enseigne cette technique de chasse aux autres ; la transmission culturelle étant présente chez cette espèce.
Le 24 février 2023, au moins 17 requins plat-nez sont attaqués et tués au large de Pearly Beach (en) par les deux orques,. Tous leurs foies ont été prélevés avec précision et consommés, de la même manière que dans les précédentes attaques sur requins.

Espèces de requins touchées par les attaques
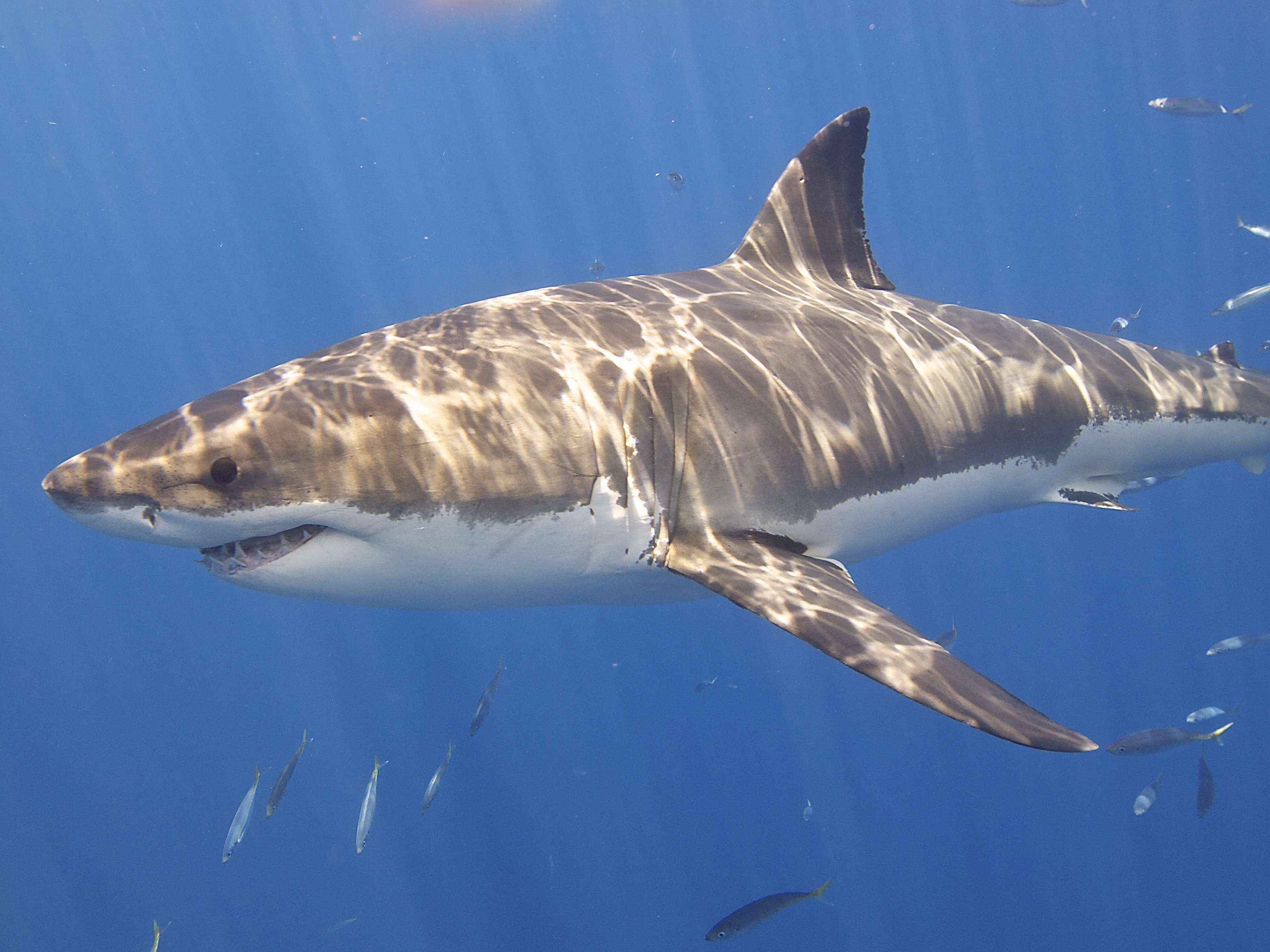
Grand requin blanc (Carcharodon carcharias).
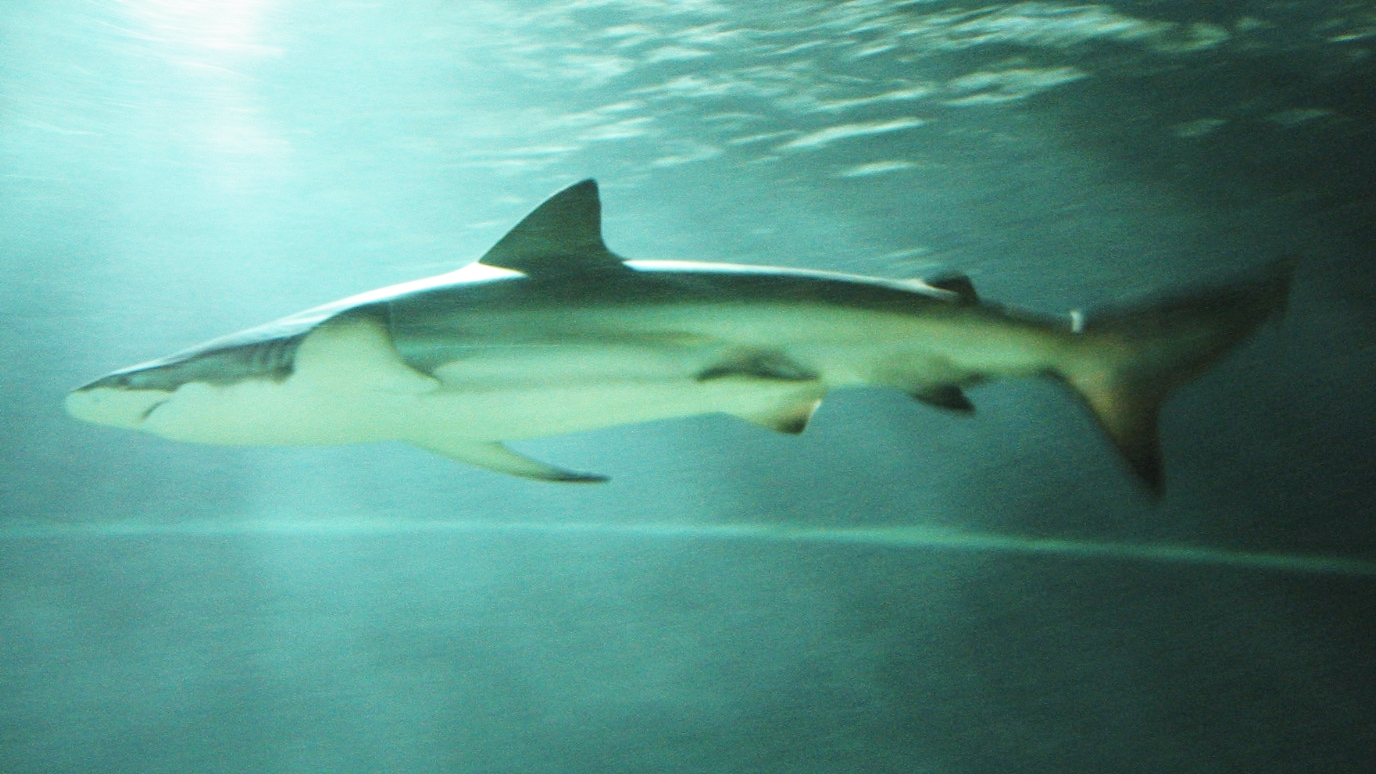
Requin cuivre (Carcharhinus brachyurus).
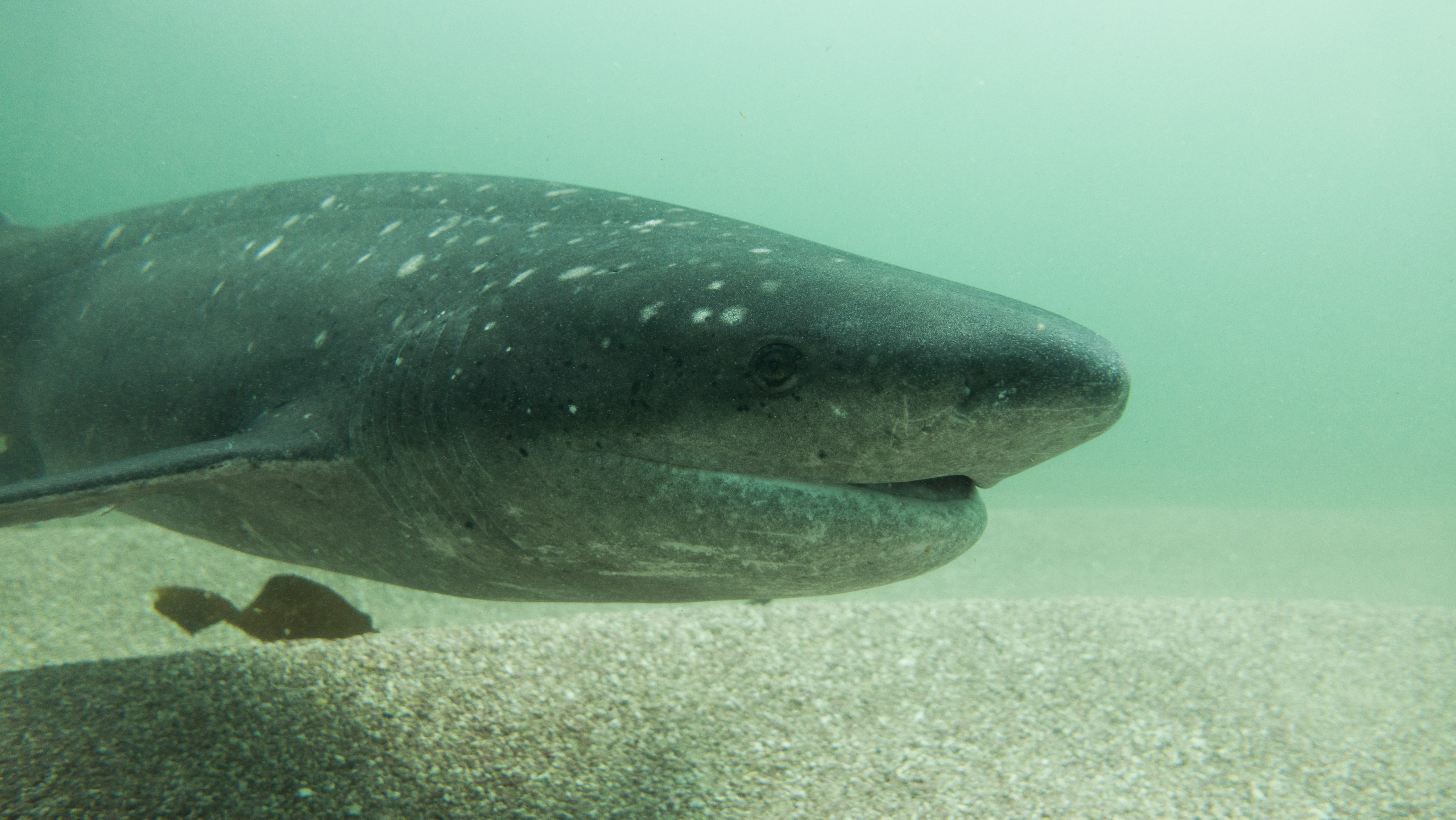
Requin plat-nez (Notorynchus cepedianus).

## Impacts

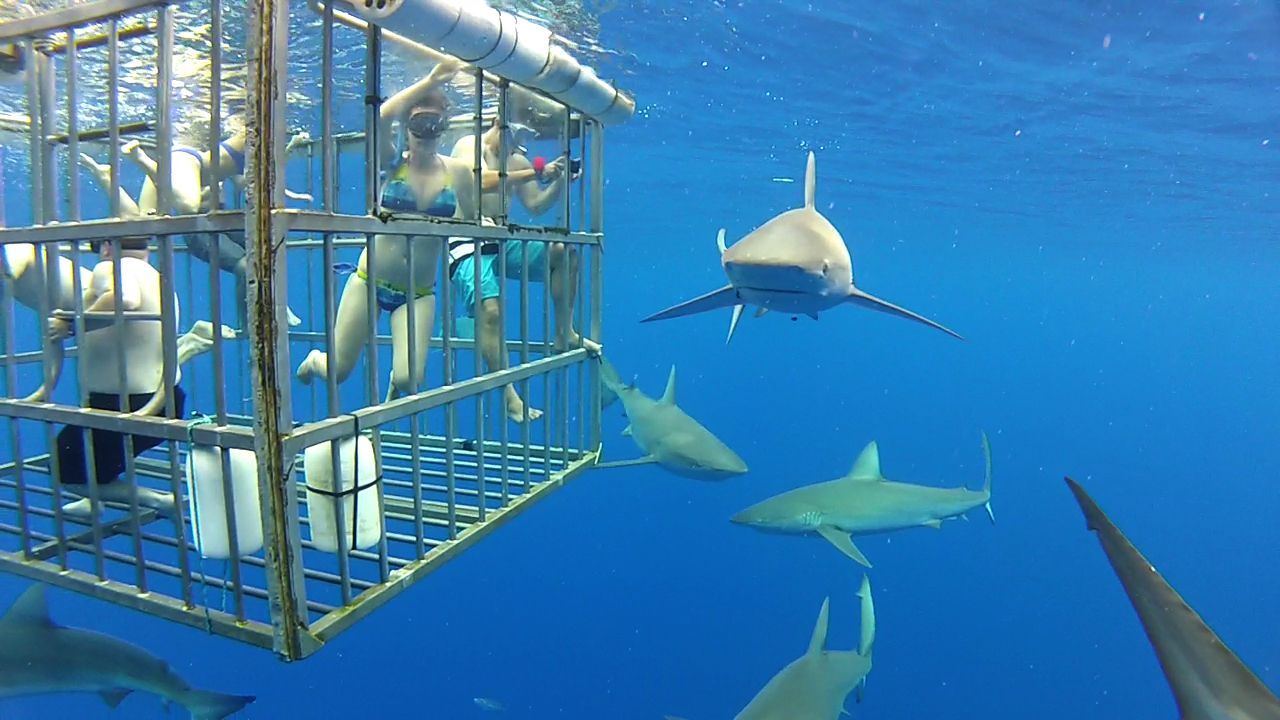
L'économie touristique liée à la plongée en cage a disparu en même temps que la disparition de la population de requins dans la région des attaques.

Les zoologistes s'inquiètent de l'effet que la disparition des grands blancs à False Bay aura sur l'écosystème local, car les requins sont le principal prédateur de la population locale d'otaries à fourrure d'Afrique du Sud. Les scientifiques pensent que l'apparition de Port et Starboard, la pêche commerciale et le changement climatique sont probablement les principaux facteurs contribuant à l'exode massif des requins. De plus, l'attraction touristique principale de la région, la plongée en cage avec les requins, a cessé ces dernières années sans l'apparition de grands blancs, impactant l'économie locale,. La série de films Air Jaws sur les grands requins de Discovery Channel est également touchée par la disparition des requins.

## Études comportementales
Certains chercheurs émettent l'hypothèse que Port et Starboard pourraient être des mâles plus âgés, comme en témoignent leurs nageoires dorsales courbées. Le duo a peut-être abandonné leur mode de vie nomade après avoir trouvé plus efficace de chasser les requins au lieu des mammifères marins plus rapides et plus intelligents tels que les dauphins et les pinnipèdes. La biologiste marine, le Dr Ingrid Visser, a documenté que les orques foncent dans les grands requins blancs afin de les renverser et les pousser dans un état catatonique connu sous le nom de thanatose. De là, la baleine va saisir les nageoires pectorales et les secouer violemment jusqu'à ce que le foie soit exposé. Des événements similaires sont signalés dans les îles Farallon au large de San Francisco et une fois que les orques entrent dans la région, les requins partent pendant plusieurs mois. Dans ses recherches, l'écologiste Salvador Jorgensen a découvert que différents groupes d'orques sont déjà entrés dans False Bay, ce qui n'a pas provoqué la fuite des requins comme l'a fait la présence de Port et Starboard. Il pense que le duo se comporte davantage comme l'écotype de haute mer, des orques qui mangent à la fois des mammifères marins et des requins,.